# Neotettix proavus
Neotettix proavus är en insektsart som beskrevs av Rehn, J.A.G. och Morgan Hebard 1916. Neotettix proavus ingår i släktet Neotettix och familjen torngräshoppor. Inga underarter finns listade i Catalogue of Life.